# The Trigger Trio
The Trigger Trio è un film del 1937 diretto da William Witney.
È un film western statunitense con Ray Corrigan, Max Terhune e Ralph Byrd. Fa parte della serie di 51 film western dei Three Mesquiteers, basati sui racconti di William Colt MacDonald e realizzati tra il 1936 e il 1943.

## Produzione
Il film, diretto da William Witney su una sceneggiatura di Joseph F. Poland e Oliver Drake con il soggetto di Houston Branch e dello stesso Poland, fu prodotto da Sol C. Siegel per la Republic Pictures e girato a Kernville in California. Il film originariamente prevedeva la partecipazione, nel ruolo di uno dei tre mesquiteers, di Robert Livingston (attore regolare dei film precedenti della serie) ma questi era rimasto ferito nei primi giorni di riprese. La produzione inserì quindi nel cast il personaggio di Larry Smith, fratello di Tucson (interpretato da Ralph Byrd), modificando leggermente la storia.

## Distribuzione
Il film fu distribuito negli Stati Uniti dal 18 ottobre 1937 al cinema dalla Republic Pictures.